# Stor-Alskasjön
Stor-Alskasjön är en sjö i Åsele kommun i Lappland och ingår i Lögdeälvens huvudavrinningsområde. Sjön har en area på 2,34 kvadratkilometer och ligger 386 meter över havet. Sjön avvattnas av vattendraget Alskabäcken.

## Delavrinningsområde
Stor-Alskasjön ingår i det delavrinningsområde (713614-161752) som SMHI kallar för Utloppet av Stor-Alskasjön. Medelhöjden är 398 meter över havet och ytan är 12,91 kvadratkilometer. Räknas de 3 avrinningsområdena uppströms in blir den ackumulerade arean 53,03 kvadratkilometer. Alskabäcken som avvattnar avrinningsområdet har biflödesordning 2, vilket innebär att vattnet flödar genom totalt 2 vattendrag innan det når havet efter 139 kilometer. Avrinningsområdet består mestadels av skog (49 procent) och sankmarker (26 procent). Avrinningsområdet har 2,57 kvadratkilometer vattenytor vilket ger det en sjöprocent på 19,9 procent.